# Archimantis latistyla
Bọ ngựa nâu lớn hay (danh pháp hai phần: Archimantis latistyla) là một loài bọ ngựa thuộc Họ Bọ ngựa. Đây là loài bản địa Úc. Loài này có vài phân loài. Con cái được gọi là "cánh ngắn" do cánh chỉ dài nửa bụng.